# Oukredo
 (octobre 2014).
Si vous disposez d'ouvrages ou d'articles de référence ou si vous connaissez des sites web de qualité traitant du thème abordé ici, merci de compléter l'article en donnant les références utiles à sa vérifiabilité et en les liant à la section « Notes et références ».
Oukredo est une petite ville du Togo située dans la Préfecture de Bassar, dans la région de la Kara

## Géographie
Oukredo est situé à environ 56 km de Kara,

## Vie économique
- Marché paysan tous les mardis
- Atelier de poterie

## Lieux publics
- École primaire